# Polypropylen
Polypropylen er en polymer, som også kan formes som fibre, der er velegnet til sportsundertøj, da fiberen ikke optager fugt, men transporterer sveden væk fra kroppen og ud i næste hold tekstiler. Overskydende fugt afgives dermed til den omgivende luft.
Polypropylen er en syntestisk fiber: Set i mikroskop er fibrene glatte og næsten cirkelrunde i tværsnit. Fibrene har den laveste vægtfylde blandt kommercielle fibre og flyder oven på vand.
Ved brænding bliver materialet nærmest plastisk og flydende.
Det har en meget bred anvendelse: Materialet bruges til beklædning, svedtransporterende tekstiler (idet fiberen ikke optager fugt), hygiejnetekstiler, cover-stocks, non-woven til gulvtæpper, møbelbagsider, tagdækning, tovværk og vådbindeartikler. Desuden bruges det til papirvarer, filtre, bærelag under belægninger, kystsikring og armering i beton. Mest kendt er polypropylen nok som de plastikposer, man køber i supermarkedet.
Fordele ved polypropylen: Lav massefylde og stor dækkeevne. Absorberer ikke væske. Meget anvendelig til engangsservice og plastikposer, da materialet nedbrydes i sollys. Kan vaske rent ved lave temperaturer og kræver ingen tørring. Kan ikke angribes af bakterier. Har som regel en udmærket farveægthed.
Ved fibre til hygiejneindustrien bør spindemudkerne være godkendte til tæt kontakt med huden. 
Ringe slidstyrke og dårlig genrejsningsevne i luven på fx gulvtæpper. Er meget vanskelig at farve efter spinding.